# Telefoonbotje

Epicondylus medialis rood gekleurd

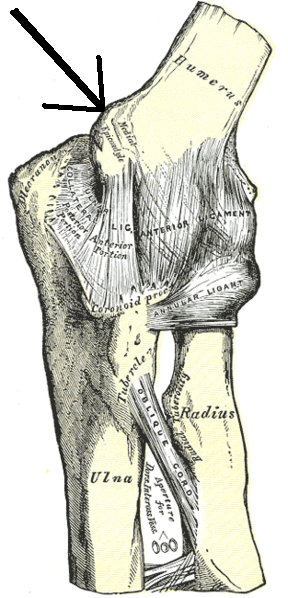
Epicondylus medialis

Het telefoonbotje (ook wel stroombotje, elektrisch botje, elektrische knobbel, tinteldoosje of weduwnaarsbotje geheten) is een schertsende term voor dat deel van de elleboog dat wordt gevormd door het onderste, mediale deel van het opperarmbeen. De anatomische term is epicondylus medialis en is ook bekend van de epicondylitis medialis, ook wel 'golferselleboog' genoemd.
De belangrijke nervus ulnaris loopt door een groef over dit bot en kan op die plaats worden geraakt. Dit geeft een korte, hevige pijn die uitstraalt tot in de pink en ringvinger. Deze pijn wordt weduwnaarspijn genoemd.
De benaming telefoonbotje heeft haar oorsprong in de aard van de pijn. De korte, hevige pijnscheut zou doen denken aan de elektrische schok die men kan krijgen bij het overgaan van de telefoon, als de twee draden van de bel worden aangeraakt (de wisselspanning op deze draden is zo'n 80 à 90 volt tijdens het overgaan van de bel).